# Limnocionins
Els limnocionins (Limnocyoninae) són un grup de mamífers carnívors arcaics considerats tradicionalment com a subfamília dels hienodòntids, membres de l'ordre dels creodonts dins el subordre dels laurasiateris. El seu estatus és polèmic i de vegades són considerats com a família a part, els limnociònids. El nom deriva del gènere tipus Limnocyon i ve del grec limnos 'aiguamoll'" i kíon 'gos'.